# Typhlops monensis
Typhlops monensis este o specie de șerpi din genul Typhlops, familia Typhlopidae, descrisă de Werner Theodor Schmidt în anul 1926. A fost clasificată de IUCN ca specie în pericol. Conform Catalogue of Life specia Typhlops monensis nu are subspecii cunoscute.